# Mt (UNIX)
mt (エムティー)とはUnix系オペレーティングシステムで利用されるテープドライブを制御するためのコマンドである。主に磁気テープの巻き戻し、頭出し等で利用される。

## 機能
磁気テープのようなシーケンシャルアクセスデバイスではデータが記憶媒体の先頭から順に記録されていかなくてはならない。このためtarコマンド等でデータを読み出す場合、磁気ヘッドを読み出したいデータブロックの先頭にシークしなければならない。同様に追記する場合も最終データブロックの最後尾に磁気ヘッドを移動させなくてはならない。当該コマンドはこれらシーク動作の機能を提供する。加えて後述の通り磁気ヘッドの現在位置取得、データ消去、ロード・イジェクト機能も提供する。

## 命令群
以下に一例を示す：

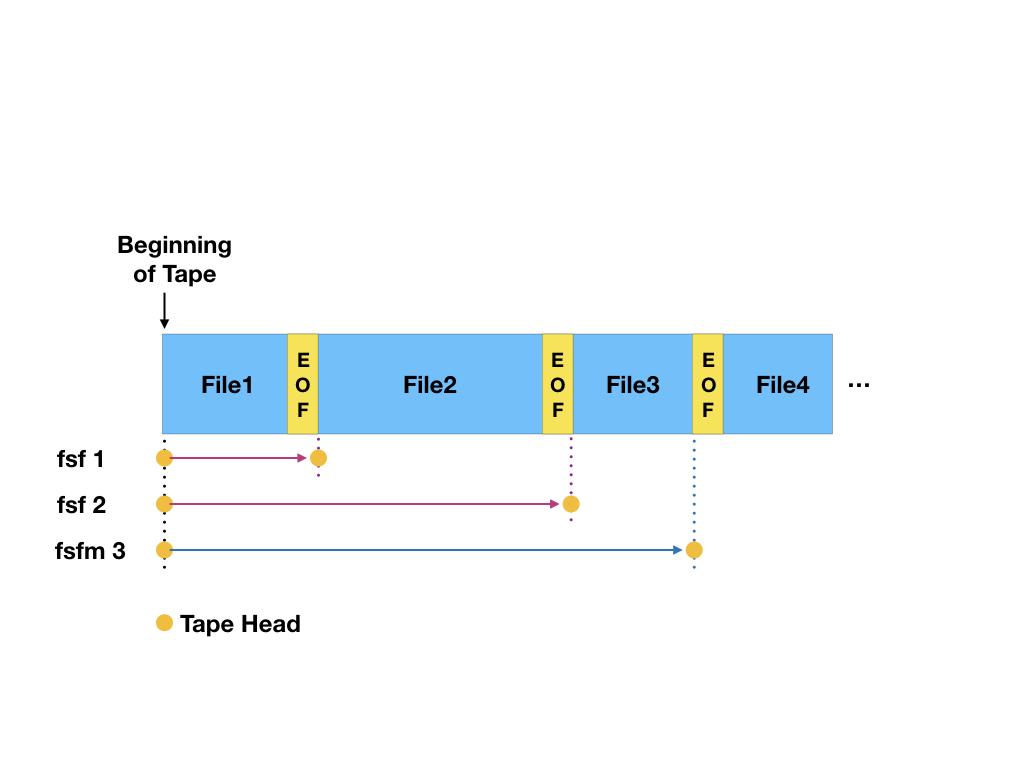
BOT(Beginning of Tape)でfsf、fsfmを実行した場合のテープヘッド位置

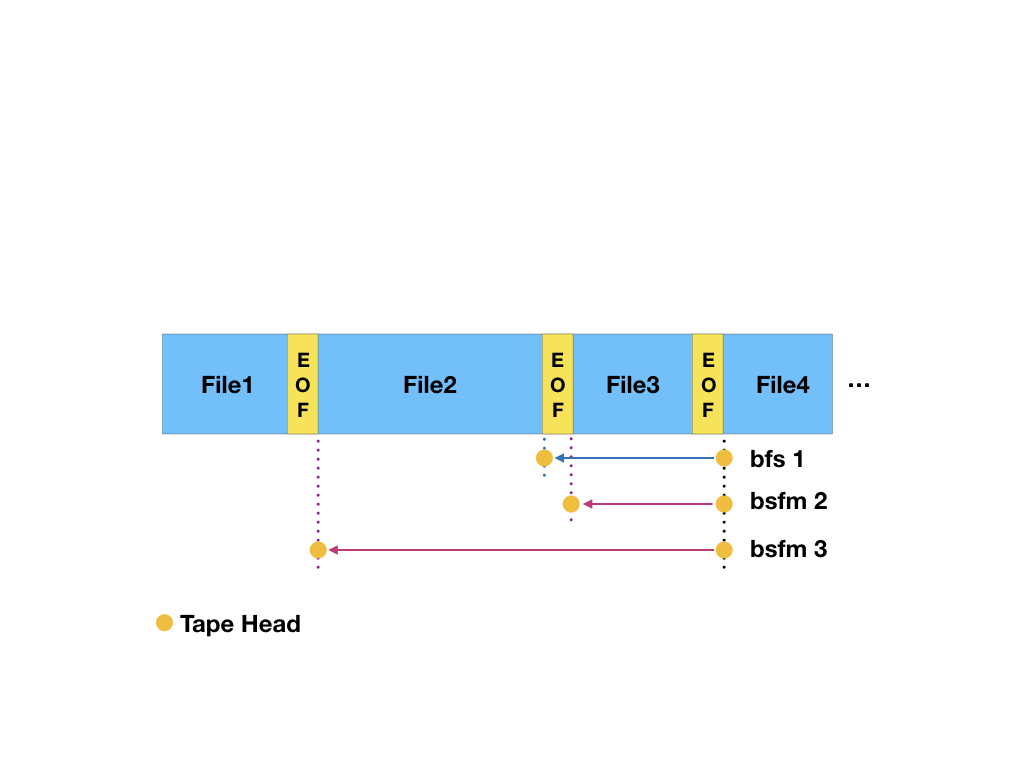
EOF(End of File)の後尾でbsf、bsfmを実行した場合のテープヘッド位置

- fsf - 指定したEOF(End of File)数を通過するようにテープを進める。指定分を通過後ヘッド位置は直前に通過したEOFの後尾 = ファイルの先頭になる
- fsfm - 指定のEOF数を通過するようにテープを進める。指定分を通過後ヘッド位置は直前に通過したEOFの先頭になる
- bsf - 指定のEOF数を通過するようにテープを巻き戻す。指定分を通過後ヘッド位置は"次の"EOFの先頭になる
- bsfm - 指定のEOF数を通過するようにテープを巻き戻す。指定分を通過後ヘッド位置は直前に通過したEOFの後尾になる = ファイルの先頭になる
- asf - 絶対値で指定でテープを進める。Rewind + fsfに等しい
- eod,seod - EOD(End of Data)へテープを進める
- eject - テープをドライブからイジェクトする
- erase - テープのデータを消去する。テープ全面をヘッドで消去するため数時間から半日弱を要する
- status - テープの現在位置等の情報を取得する
- load - テープをロードする
- rewind - リワインドする
- densities - テープの容量コードを表示する
- compression - ドライブでの圧縮機能をオン・オフする

## 使用例
以下はLinuxでの例である：
- テープの現在位置を取得する
mt -f /dev/nst0 status
- 1つ先のファイルの先頭へ進める
mt -f /dev/nst0 fsf 1
- Tar等で書き込みが終わった後、書き込んだファイルの先頭に巻き戻す (引数が2である事に留意)
mt -f /dev/nst0 bsfm 2